# Addarsnäs
Addarsnäs är en bebyggelse nordost om Addarn i Länna socken i Norrtälje kommun. Från 2015 avgränsar SCB här en småort.